# Burchard III
Burchard III (zm. 11 listopada 973) – książę Szwabii od 954 roku.

## Życiorys
Był synem Burcharda II i Regelindy.
Był dwukrotnie żonaty; po raz pierwszy z przedstawicielką rodu Immedingerów. Jego drugą żoną była Jadwiga (Hadwig), córka Henryka I, księcia bawarskiego.
Po śmierci Udalryka, biskupa Augsburga - wbrew woli zmarłego - doprowadził do nadania inwestytury Henrykowi z rodu Hunfridungów.